# Final feliz
Final feliz è un singolo della cantante messicana Danna Paola, pubblicato il 5 ottobre 2018 come secondo estratto dall'album in studio Sie7e+.

## Video musicale
Il video musicale è stato pubblicato il 5 ottobre 2018 sull'account ufficiale di Danna Paola e contiene dei frame presi della serie televisiva Élite, in cui la Paola è tra i protagonisti.

## Tracce
1. Final feliz – 3:05